# 泷口幸广
泷口幸广（日语：／ Takiguchi Yukihiro，1985年5月29日—2019年11月13日）是日本一名演员和艺人，出生于千叶县，隶属于星尘传播制作3部。

## 人物简介
中学时代，泷口幸广非常喜欢冲浪运动。高中时，他在当地的海边被星探发掘并开始从事模特儿工作。 因在电视剧集《水男孩》拍摄现场领略到了身为演员的魅力，故在高三的时候向现在所属的经纪公司——星尘传播递出了自己的简历。
2004年，泷口幸广参演电视剧《水男孩2》并以演员身份正式出道。 2007年6月，泷口幸广加入了青年演员组合PureBoys，并于2008年3月31日从该组合毕业。从组合毕业后，他以“教育实习生”的身份继续出演PureBoys的网络节目《原宿Amesta☆学园》。
从那以后，泷口幸广的活动领域得以扩大，从电影、舞台剧到综艺节目都有他的身影。
2019年11月15日凌晨，其事務所發佈了其已於13日凌晨因突發性缺血性心臟衰竭昏迷，緊急送至東京都的醫院，仍醫治無效病逝，享年34歲。

### 出典
1. ↑  . Peex. 2009-11-24  [2019-11-15]. （原始内容存档于2010-03-15）.
2. ↑  有本, 和貴. . BIGLOBE. 2008-06-27  [2019-11-15]. （原始内容存档于2008-06-28）.
3. 1 2  . 星尘传播.   [2019-11-15]. （原始内容存档于2021-02-14）.
4. 1 2  . 朝日新闻.   [2019-11-15]. （原始内容存档于2021-02-14）.
5. 1 2  . 产经新闻.   [2019-11-15]. （原始内容存档于2020-01-14）.
6. ↑  . 日刊体育.   [2019-11-15]. （原始内容存档于2019-12-18）.
7. 1 2  . Oricon. 2008-06-25  [2019-11-15]. （原始内容存档于2018-10-20）.
8. ↑  . QuiCooking. 2009-08-31  [2019-11-15]. （原始内容存档于2018-10-19）.